# Az Orosz Légierő Szu–24-es repülőgépének lelövése
A Török Légierő F–16-os vadászrepülőgépe 2015. november 24-én lelőtte az Orosz Légierő egyik Szu–24M típusú vadászbombázóját a török–szír határ közelében. Törökország szerint a meghatározatlan nemzetiségű repülőgép a lelövése idején török légtérben volt, mert 17 másodpercig legalább 2 kilométeres mélységben megsértette a határt, s ezután 5 perc alatt 10 alkalommal szólították fel az útvonal megváltoztatására. Az orosz Védelmi Minisztérium cáfolta, hogy a repülőgép elhagyta volna Szíria légterét, és hozzátették, hogy az ő műholdas adataik alapján a gép 1000 méterre volt a légtér szélétől, mikor azt szír terület felett lelőtték. Az Amerikai Egyesült Államok Külügyminisztériuma kívülállóként megerősítette, hogy a repülőgép repülési útvonala megsértette a török légteret, és a törökök többször is adtak le figyelmeztetést, melyre nem érkezett válasz. Vlagyimir Putyin, Oroszország elnöke azt nyilatkozta, hogy Amerika tudott a gép repülési útvonaláról, és tájékoztathatta volna arról Törökországot. Az USA szerint Oroszország őket nem értesítette a gép repülési tervéről.
Az orosz pilóta és a fegyveroperátor is katapultált. Az utóbbi túlélte a balesetet, de a pilótát turkománok lelőtték, miközben ejtőernyővel ereszkedett. A pilótákat kereső kutató-mentő csoport egyik tagját, egy orosz tengerészgyalogost szintén megölték a felkelők, amikor az egyik mentő helikoptert leszállásra kényszerítették majd a földön megsemmisítették.
A koreai háború óta ez volt az első olyan orosz vagy szovjet harci repülőgép, melyet egy NATO-tag lőtt le. Az eseményre adott reakciók között ott volt Oroszország vádaskodása és a NATO próbálkozása, hogy később hatástalanítsa a történteket. Oroszország az SZ–300F (SA–N–6 Grumble) típusú nagy hatómagasságú légvédelmi rakétákkal is felszerelt Moszkva rakétás cirkálót vezényelte Latakia közelébe. Ezen kívül SZ–400 (SA–21 Growler) mobil légvédelmirakéta-rendszert telepített Hmeimim légibázisra.

## Előzmények

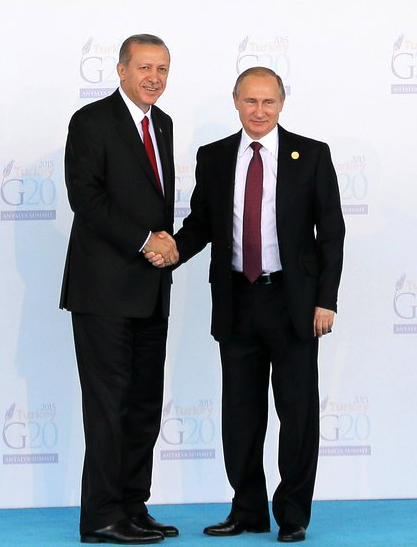
Erdoğan (balra) és Putyin (jobbra) a G–20 országok 2015-ös antalayai találkozóján 2015. november 15-én

Miután 2012-ben a szír hadsereg lelőtt egy török repülőgépet, Erdoğan török miniszterelnök tiltakozott, mondván egy rövid légtérsértés még nem indok arra, hogy egy gépet lelőjenek. Rámutatott, hogy Törökország nem lőtte le azokat a helikoptereket, amelyek megsértették a légterét. Az esetre válaszolva azonban bejelentette, hogy megváltoztak az alkalmazandó művelet-végrehajtási szabályok, és hozzátette, hogy innentől kezdve minden, Szíria felől történő behatolást ellenséges lépésnek fog tekinteni, és eszerint fog cselekedni. Ennek megfelelően a törökök 2013. szeptemberben egy szír helikoptert lőttek le, amit 2014. márciusban egy vadászrepülő követett.
Oroszország egyike azon számos országnak, amelyek közvetlenül is beavatkoztak a szíriai polgárháborúba. Szeptember 30-án kezdték meg légi támadásaikat az ISIL támaszpontjai ellen.
Október elején Törökország és a NATO közösen emelték fel a szavukat azért, mert Oroszország önkényesen használta a török légteret. Az Orosz Védelmi Minisztérium beismerte, hogy a rossz időjárási körülmények miatt az orosz gép néhány másodpercre megsértette Törökország légterét, de hozzátette, hogy történtek intézkedések az esetleges jövőbeni hasonló szituációk elkerülése érdekében. Október 3. és 15. között öt alkalommal folytak megbeszélések magas rangú török és orosz hivatalnokok között, melyeken a török művelet-végrehajtási szabályokat és az orosz fél részéről történt légtérsértéseket vitatták meg. 2015. november 6-án hat U.S. Air Force F-15C harci repülőgép szállt fel az Amerikai Egyesült Államok Európai Parancsnokságának 48. Harcoló Szárnyának kötelékéből a brit Lakenheath bázisról, hogy a Benne Rejlő Erő hadművelet keretében az Incirlik légi bázisra repüljenek. Ezek a török kormány kérésére érkeztek a helyszínre, akiknek a fő célja a török légtér védelmének növelése volt. Ezelőtt ugyanis Oroszország többször megsértette Törökország légterét.
November 19-én Törökország bekérette Oroszország Törökországba akkreditált nagykövetét, Andrei Karlovot és Oroszország katonai attaséját, Andrei Victorovich Dovger ezredest. Oroszországot – amelyet Törökország többször is kritizált a szír-török határ közelében, egy olyan területen folytatott bevetései miatt, ahol az ISIL-nek nincs is serege, bár az al-Káida szíriai leányszervezetének tekintett al-Nuzra Front jelen van és tevékenykedik – tájékoztatták, hogy érvényben vannak Törökország művelet-végrehajtási szabályai, és határának bármiféle megsértésére azonnal reagálni fog. Törökország ezen felül figyelmeztette Oroszországot, hogy nem érzéketlen a Bayırbucak körzetben élő turkománok létbiztonságát veszélyeztető támadások iránt sem. Előző héten Törökország felhívta az ENSZ BT figyelmét, hogy foglalkozzanak a határövezetben élő turkománok ellen elkövetett támadásokkal. Az előző három hét során a szír kormány valamint a kormányellenes turkománok és az al-Nuszra Front között folyt harcok miatt mintegy 1700 ember hagyta el a lakhelyét. Oroszország azért bombázta a török határ közeli területeket, hogy ezzel is támogassa a szír kormányerők mozgásait. A turkománok megalakították a saját fegyveres brigádjukat, melyet Szíriai Turkoménok Dandárjának neveztek el. Ők a Bassár el-Aszad elnök által vezetett kormányt ellenzőkkel állnak laza szövetségben. Ilyen csoport például a Szabad Szíriai Hadsereg. Rajtuk kívül összejátszanak az al-Káida szíriai leányszervezetével, az al-Nuszra Fronttal és az Ahrar al-Sham szalafista koalícióval. Latakia kormányzóságban a törökök támogatta felkelők megalakították a Jabal al-Turkman Dandárt.

## A gép lelövése

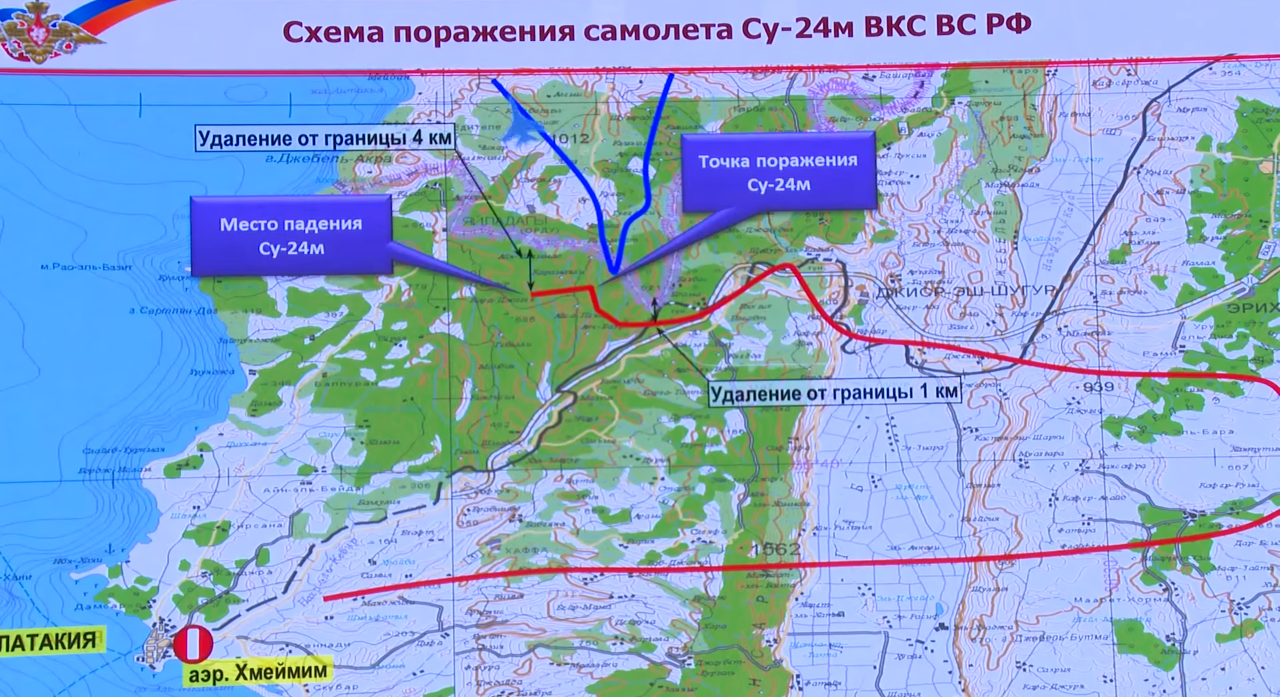
Az Orosz Védelmi Minisztérium által elsőnek közreadott térkép. Oroszország szerint a vörös vonal mutatja a Szu–24, míg a kék a török F–16 repülési útvonalát. A szaggatott fehér vonal jelzi a két ország közti határt

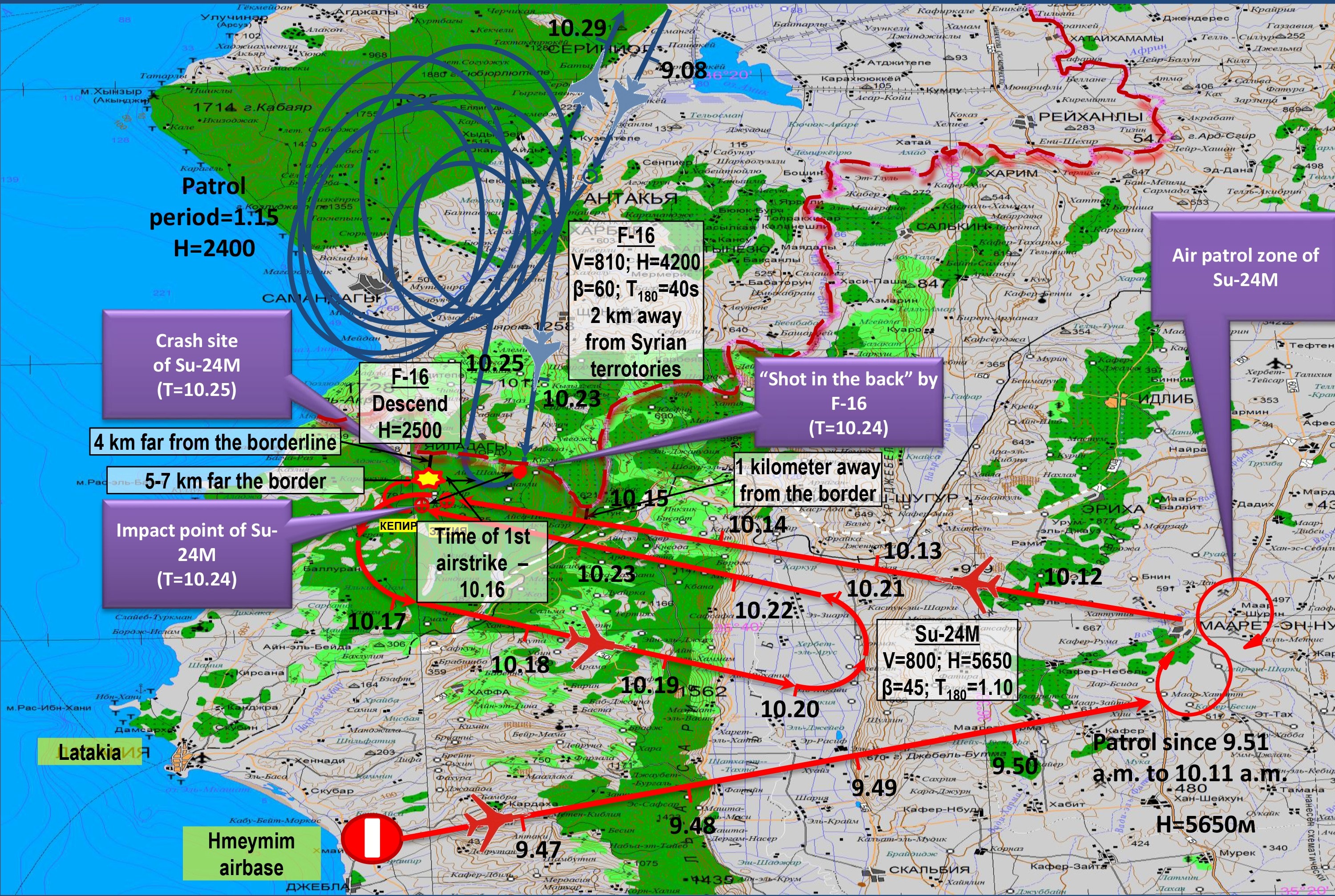
Az orosz Védelmi minisztérium által másodiknak közreadott térkép. Oroszország szerint a vörös vonal mutatja a Szu–24M, míg a kék a török F–16 repülési útvonalát

2015. november 24-én 9:24-kor a Hmeimim légibázisra visszatérő 83-as oldalszámú orosz Szu–24 vadászbombázót a szír–török határ közelében a Török Légierő egyik F–16 típusú vadászrepülőgépe egy AIM–9X Sidewinder légiharcrakétával lelőtte. A The Economist jelentése szerint a két Szu–24-es éppen szíriai török célpontokra akart rárepülni. A síita milicistákkal bebiztosított szír kormányerők éppen szíriai törökök, a Hódító Hadsereg és az al-Nuszra Front harcosai ellen küzdöttek.
Az első, az orosz Védelmi Minisztériumra hivatkozó orosz beszámolók arról szóltak, hogy a repülőgépet a szíriai törökök egyik légvédelmi rakétája kényszerítette földre, de később törökországi beszámolókban elismerték, hogy török vadászrepülők lőtték le a gépet. A török hadsereg közzétett egy az orosz gép repülési útvonalát bemutató grafikát, mely szerint a gép beért Hatay tartomány déli részébe, ahol a Török-hegység közelében lezuhant. Ezután Oroszország kétségbe vonta Törökország radarelemzését, és egy eltérő légi térképet adott ki, mely szerint nem történt légtérsértés. Három nappal később, november 27-én Törökország egy újabb térképet tett közzé.
Törökországnak az ENSZ BT felé tett nyilatkozata szerint két – hovatartozásukat addig fel nem fedő – repülőgép nagyjából 17 másodpercig 2 kilométeres mélységben megsértette a légterét. A török hatóságok szerint a földi irányítók 5 perc alatt 10 alkalommal figyelmeztették a repülőgépeket, hogy változtassák meg a repülési irányukat. Törökország később közre adta a rádiófelvételeket. ("Az ismeretlen légi eszköz, mely Humaymín felé halad 020 fokban 26 mérföldre. A Török Légierő beszél a Guard frekvencián. Elérted a török légteret, fordulj azonnal délre."). Az oroszok szerint nem voltak figyelmeztetések. Elemzők megjegyezték, hogy Törökország a több ország által elfogadott rádiócsatornán, a Nemzetközi Guard csatornán adta le az üzenetet (243.0 MHz), de a SZU–24-be épített R-862M rádióvevő szabadon választható kiegészítők nélkül nem tudta ellenőrizni ezt a csatornát, a szükséges eszköz pedig valószínűleg nem volt telepítve. Törökország szerint az egyik gép a légtérsértés után rögtön elhagyta Törökországot, a másikat viszont a légteret védő török F–16-osok lelőtték. Ez ezután szír területekre zuhant le. A forró nyomok alapján egy amerikai szakértő azt állította, hogy a gépet, miután az megsértette a török légteret, már Szíria fölött lőtték le. November 30-án az USA NATO-nagykövete, Douglas Lute azt állította, az adtok Törökország verzióját támasztják alá.
Az orosz Honvédelmi Minisztérium szerint a Szu–24-et a török határtól egy kilométerre, szír légtérben 6000 méter magasan lőtték le, miközben visszafelé tartott a Hmeimim légi bázisra Szíriában. Oroszország továbbra is fenntartotta, hogy a gép nem hagyta el a szír légteret. Az orosz Védelmi Minisztérium elismerte, hogy egy Szu–24-ről van szó, de azt mondták, bizonyítékuk van arra, hogy a gép soha nem hagyta el a szír légteret. Az Orosz Légierő parancsnoka, Viktor Bondarev szerint egy török F–16 lépett be Szíria légterébe, ahol 40 másodperig tartózkodott, és ezalatt 2 kilométer mélyen hatolt be az országba, de az orosz gép útvonala nem keresztezte a török határt.

## Áldozatok

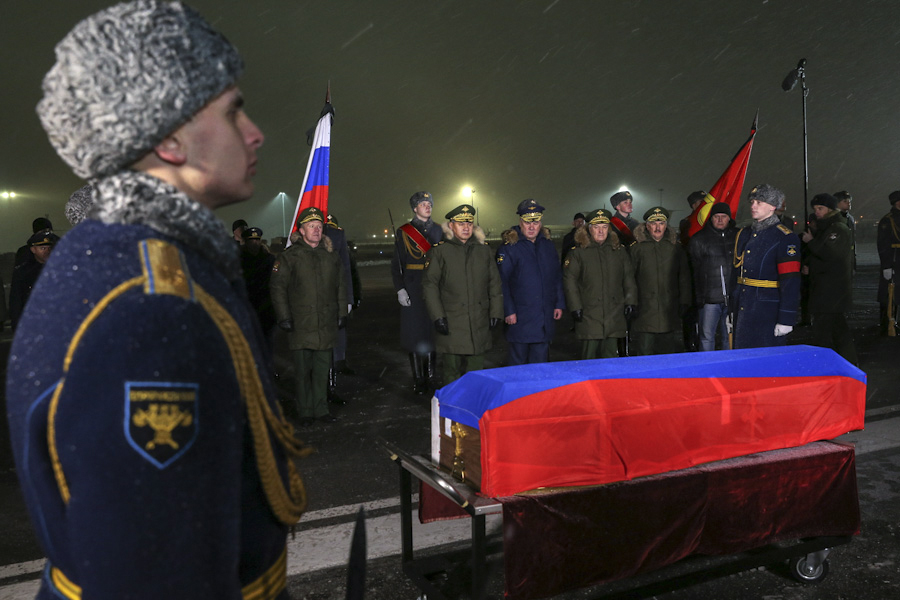
Oleg Peskov holttestének hazaérkezése a Moszkva melletti Cskalovszkij katonai repülőtérre

A gép eltalálása után mind a két pilóta katapultált. Kezdetben az Alpaslan Celik szír ellenzéki turkomán felkelőket összegyűjtő csoport parancsnoka, (aki feltehetően török állampolgár) azt nyilatkozta, hogy ők öltek meg két embert, miközben ejtőernyővel ereszkedtek lefelé. Mikor az ejtőernyősök leereszkedtek, a háttérből egy hang törökül azt kiabálja, hogy "Hagyd abba a lövéseket!" Egy török tisztviselő azt nyilatkozta, szerinte mindketten életben maradtak. Arról is érkeztek hírek, hogy az egyiküket a török harcosok elfogták, az interneten pedig egy olyan videó keringett, melyen állítólag az ő teste volt látható.
Az orosz vezérkar szóvivője, Szergej Rudszkoj altábornagy megerősítette, hogy az egyik pilóta, Oleg Peskov alezredes a földi harcokban meghalt, de a másik utas, a navigátor, megmenekült.
A katapultáló ejtőernyős lelövése ellentétben áll a genfi egyezmény 42. szakaszával.
A 45 éves pilótának, Oleg Peskovnak posztumusz odaítélték az Oroszországi Föderáció Hőse, az országban adományozható legmagasabb katonai elismerést. A balesetet túlélt fegyverkezelő, Konsztantyin Murahtin és a mentés közben meghalt Alekszandr Pozinics a Bátorság Érdemrend kitüntetettje lett. Peshkovot december 2-án temették el katonai tiszteletadás mellett Lipeck temetőjében, a Hősök Völgyében. Temetésén mintegy 10 000 ember jelent meg.

### Kutatás és mentés
A török állami tulajdonú Anadolu Agency bemutatta a repülőgép lezuhanásáról és a két pilóta ejtőernyős kiugrásáról készült eredeti felvételt. Orosz helikopterek alacsony magasságban kutató-mentő repüléseket hajtottak végre, hogy megtalálják a pilótát. Mikor az orosz fegyveres erők elkezdték megtervezni a pilóta kimentésére irányuló hadművelet részleteit, Kászem Szolejmáni iráni tábornok felkereste őket, és azt ajánlotta nekik, hogy a Hezbollah speciális egységeiből és olyan, Iránban kiképzett szír kommandósokból állít össze egy csapatot, akik jól ismerik a környék földrajzi adottságait. A csapat feladata az eltűnt katona megtalálása érdekében végrehajtandó szárazföldi műveletek kivitelezése lesz. Ehhez a szállítást, a logisztikai hátteret, a légi fedezéket és a műholdas tudásbázist Oroszország biztosítja. A 26 tagú, Solemani tábornok által összeállított kommandóban a Hezbollah 8, speciálisan kiképzett tagja és a szír hadsereg 18, szintén egyéni tudással felvértezett katonája vett részt.
A gép lezuhanásának helyszínére két Mi–8 helikoptert vezényeltek, hogy megtalálják és kimentsék a bajba jutott pilótát. Az egyik helikoptert a Szíriai Turkománok Dandárjának egyik tagja kézi fegyverrel lelőtte. Emiatt a légi erő egyik gyalogosa meghalt, a helikopternek pedig kényszerleszállást kellett végrehajtania. A baleset összes túlélőjét később megtalálták és a helyszínről elszállították. A Szabad Szíriai Hadsereg 1. Tengerparti Dandárja azt állította, később a magára hagyott helikoptert egy amerikai BGM–71 TOW rakétával megsemmisítette.
A meghalt pilóta földi maradványait Törökországba szállították, ahol ankarai orosz tisztviselők intézkedtek annak Moszkvába való eljuttatásáról.

## Következmények

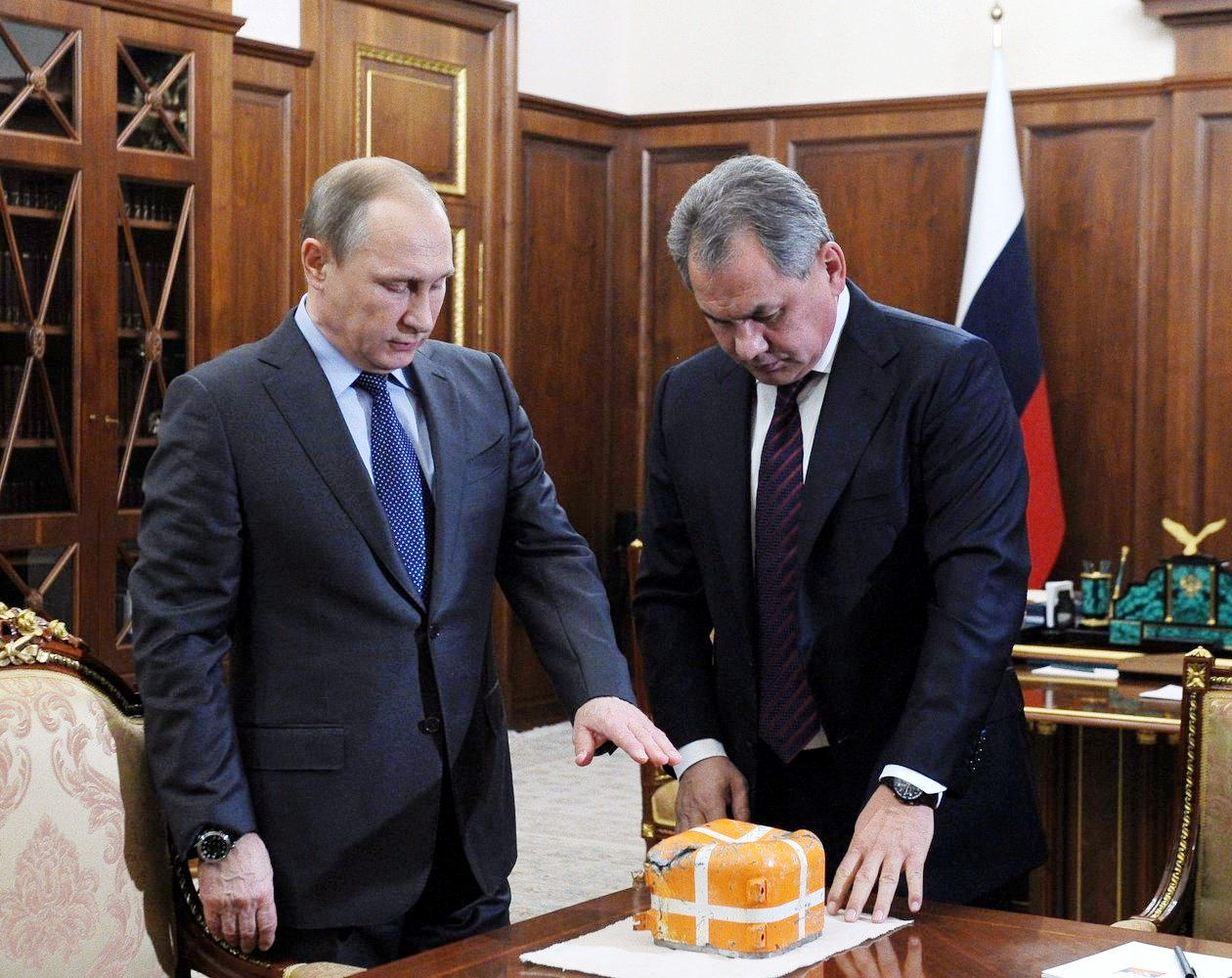
Szergej Sojgu védelmi miniszter megmutatja Vlagyimir Putyin elnöknek a gép fedélzeti adatrögzítőjét.

November 25-én Oroszország és Törökország külügyminiszterei egy órán át beszéltek egymással telefonon, és mindkét fél megjegyezte, hogy remélik az incidensből nem alakul ki háború. Szergej Lavrov orosz külügyminiszter újságíróknak azt mondta, országa „komolyan át fogja értékelni” Törökországgal fennálló kapcsolatait. Az Orosz Védelmi Minisztérium felbontotta a Török Fegyveres erőkkel régebben kötött szerződéseket, az orosz minisztérium tisztviselői pedig hozzátették, hogy ezután vadászgépek biztosítják a szíriai légitámadásokat. Szergej Sojgu orosz védelmi miniszter szerint Oroszország SZ–400-as légvédelmi rendszert fog telepíteni Szíriában a Khmeimim légi bázisra, ahol az Orosz Légierő is állomásozik. December 2-án olyan hírek jelentek meg, melyek szerint Törökország megkezdte a JORAL elektronikus zavaró rendszer kiépítését a déli, Szíriával közös határszakaszán.

## Reakciók

### Érintett felek
Néhány órával az incidens után Vlagyimir Putyin Szocsiban II. Abdullah jordán királlyal folytatott megbeszélése után, azt mondta, ez "a terroristák cinkosainak hátbatámadása volt,” Oroszország nem tulajdonít jelentőséget az ilyen támadásoknak, de ez befolyással lesz az orosz-török kapcsolatokra. Szergej Lavrovnak másnap volt esedékes látogatása Törökországba, Recep Tayyip Erdoğan török elnöknek pedig még arra az évre volt megbeszélt találkozója Oroszországban. Az esetet követően Lavrov lemondta a találkozóját. Sergey Rudskoi altábornagy azt mondta, az Oroszországot fenyegető seregek az ország számára célpontok. A tüntetők tojásokkal dobálták meg Törökország oroszországi nagykövetségét, mielőtt a rendőrök a gyülekezetet feloszlatták, a terepet megtisztították volna. November 26-án Dmitrij Medvegyev orosz miniszterelnök széles körű gazdasági szankciókat hirdetett Törökország ellen, melynek részei a közösen végrehajtandó projektek is. Ebbe beletartozik a több milliárd dolláros, Törökországon átvezető Tork Áramlat nevű gázvezeték megépítésének elnapolása is. Ramzan Kadyrov csecsen vezető azt mondta, Törökország meg fogja bánni a tettét. Outyin azzal vádolta Törökországot, hogy az illegális olajértékesítésekből támogatta az Iszlám Államot, azt mondta, szerinte az olaj értékesítéséből befolyt pénzekkel a terroristákat támogatták. Az Orosz Légierő eközben elkezdte bombázni a más országokba, így Törökországba tartó olajtankereket. Ezen kívül lőtték a nyersolaj tárolásához és feldolgozásához szükséges létesítményeket is. Putyin később hozzátette, hogy a törökök lövése egy előre kitervelt rajtaütés volt.
Omran al-Zoubi információügy miniszter azt mondta, a lövés csak tovább gyarapítja a betolakodó csoportok és azon országok bűnlajstromát, akik fegyverekkel vagy pénzzel támogatják őket. Név szerint Törökországot, Szaúd-Arábiát és Katart említette, mint legerősebb támogatókat.
Erdogan rámutatott, hogy országának joga van megvédenie saját légterét. Azt mondta, rosszabb incidensekre azért nem volt példa a múltban, mert Törökország mérsékelten állt hozzá a kérdéshez. Hozzátette, hogy a történtek teljes mértékben összhangban vannak a 2012-ben, egy török gép szíriai lelövése után életbe léptetett műveleti tervekkel. Mevlüt Çavuşoğlu külügyminiszter részvétét fejezte ki, és hozzátette, hogy török pilóták nem tudták, hogy egy orosz gépről van szó. Ahmet Davutoğlu török miniszterelnök védelmébe vette a történteket, azt mondta, Törökországnak joga van ahhoz, hogy megvédje magát a határait megsértőkkel szemben, de ez nem minősül agressziós lépésnek semmilyen külföldi terület ellen, és az ország felkérte a NATO-t, hogy még aznap tartson egy rendkívüli értekezletet. Ezen kívül arra szólította fel a részes feleket, hogy a problémát Szírián belül oldják meg. Davutoğlu azt is hozzátette, hogy a turkománokat ért atrocitásokat nem lehet az ISIL támadásaival legitimálni. Törökországnak az Amerikai Egyesült Államokba akkreditált nagykövete, Serdar Kilic azt kérte, vegyék országa figyelmeztetését komolyan. Davutoglu azt mondta, Törökország együttműködik, de bocsánatot nem kér. Több tucatnyian gyűltek össze Oroszország isztambuli konzulátusa előtt, akik az oroszok turkománok által lakott szír területek elleni támadásai ellen tüntettek. Oroszország elnöke, Putyin a török nyilatkozat után pár órával olyan döntést hozott nyilvánosságra, mely megtiltotta egyes áruk kereskedelmét a két ország között, megtiltotta a 2016. január 1-től lejáró munkavállalási engedélyek meghosszabbítását a törököknek, beszüntette a két ország közötti légi utasforgalmat, megtiltotta az orosz utazásszervezőknek, hogy törökországi tartózkodást is magában foglaló csomagokat értékesítsenek, felszólított a két ország közötti vízummentesség felszámolására, és a biztonságra hivatkozva elrendelte a Törökországból érkező áruk szigorúbb ellenőrzését.
Oroszország elkezdte bombázni a felkelőket – többek között a török népek képviselőit is – Latakiában, ezzel figyelmen kívül hagyta Törökország több hete ismételt kérését, hogy hagyjon fel a határa közelében zajló hadműveletekkel. Egy turkomán parancsnok azt mondta, a Földközi-tengerről orosz hajókról kilőtt rakéták is elérték a területeiket. Az Orosz Védelmi Minisztérium szóvivője, Igor Konashenkov azt mondta, amint kiderült, hogy ki a felelősek az orosz pilóta megöléséért, rakétatűzzel azonnal végeztek a felkelők ezen csoportjával a szír és az orosz egységek. Egy, a jelentések szerint kézi fegyvereket, automata fegyvereket szállító török konvojt feltételezhetően orosz légitámadás semmisített meg Szíria északnyugati részén, Azaz városa közelben. A törökök szerint ez egy segélykonvoj volt, de még egyik szervezet sem ismerte el sajátjának a szállítmányt. A 20 kigyulladt járműben legalább heten meghaltak és tízen megsebesültek. A török állami tulajdonú Anadolu Agency azzal vádolta Oroszországot, hogy támogatja a Kurd Népvédelmi Egységeket és a szintén kurd Demokratikus Unió Pártot, valamint a Szír Demokratikus Erőket.
November 26-án Oroszország a térségbe vezényelte Moszkva nevű cirkálóját, melyre S–300-as hosszú hatótávolságú légvédelmi rakétákat telepített, s ezeket a szír partok közelében lévő Latakia felé irányították Khmeimim légibázisra pedig S-400-as rakétákat telepítettek. Az orosz hadsereg bejelentette, hogy minden célpontot le fog lőni, mely veszélyt jelenthet a gépeire nézvést.
November 26-án az orosz Védelmi Minisztérium felbontotta a török hadsereggel kötött szerződését. A minisztérium azt mondta, a két fél között korábban létezett kommunikációs csatornát elnémították.
November 27-én Oroszország bejelentette, hogy bizonytalan ideig felfüggeszti részvételét a közös fekete-tengeri merülésekben. Az Oroszország Fekete-tengeri Flottájának Törökország Haditengerészetével való összehangolásáért felelős küldöttet a hírek szerint visszahívták. Szegej Lavrov orosz külügyminiszter bejelentette, hogy január 1-i határidővel felmondják a vízummentességet. Azt nyilatkozta, hogy Törökország a terroristák átjáróháza lett, és nem oszt meg információkat Moszkvával a terrorizmussal gyanúsított személyekkel kapcsolatban. November 28-án Putyin orosz elnök olyan rendeletet írt alá, mely gazdasági szankciókkal sújtotta Törökországot. Az azonnali hatállya életbe lépett rendelet megtiltotta a két ország közötti turistajáratokat, megakadályozta az utazásszervezőknek, hogy nyaralásokat foglaljanak Törökországba, megtiltotta néhány török áruikk behozatalát, ezzel megfékezte, egyes esetekben meg is gátolta egyes török gyárak vagy állami vállalatok gazdasági tevékenységét. December 2-án Anatoly Antonov orosz védelmi miniszterhelyettes külföldi tudósítók előtt azt mondta, Törökország volt a Szíriából ellopott olaj legnagyobb felvásárlója, Recep Tayyip Erdoğan török elnök családját pedig azzal vádolta meg, hogy közvetlenül is részt vettek az Iszlám Állammal kötött benzinszerződésekben. December 3-án Putyin a nemzethez intézett évértékelő beszédében is megemlítette az incidenst.

### Nemzetközi Szervezetek
- Európai Unió: Donald Tusk, az Európai Tanács elnöke Törökországot és Oroszországot is nyugalomra intette. Őt támogatta az Európai Unió kül- és biztonságpolitikai vezetője, Federica Mogherini is, miután találkozott Jens Stoltenberg-rel, a NATO főtitkárával, aki mindkét felet sürgette, hogy próbálják meg elkerülni a helyzet elmérgesedését.[126][127]
- NATO: Jens Stoltenberg, a NATO főtitkára szolidaritását fejezte ki Törökország iránt és mindkét felet a helyzet elfajulásának megakadályozására szólította fel.[108][128]

### Országok
- Ausztrália: Julie Bishop külügyminiszter azt mondta, fontos, hogy „egy túlfűtött regionális környezetben” az incidens nem eszkalálódott egy jelentősebb konfliktussá.[129]
- Azerbajdzsán: İlham Əliyev elnök szerint Azerbajdzsán kész mindent megtenni annak érdekében, hogy csökkenjen az ellenségeskedés Oroszország és Törökország között.[130]
- Ciprus: Níkosz Anasztasziádisz elnök hivatala azt nyilatkozta, hogy a gép lelövése aláássa a terrorizmus elleni harcot.[131]
- Csehország: Miloš Zeman azt mondta, azzal, hogy Törökország lelőtte a gépet, csak tovább gerjeszti azon vádakat, melyek szerint Ankara támogatja a szíriai terrorizmust.[132] Bohuslav Sobotka miniszterelnök és Lubomír Zaorálek külügyminiszter a nagyobb összehangoltságra hívta fel a régióban harcoló felek figyelmét.[107]
- Egyesült Királyság: Mikor az ellenzéki munkáspárti képviselő, Dennis Skinner megkérdezte, hogy Törökországot a továbbiakban is fontos NATO-szövetségesnek tekintik az ISIL-lel folytatott hadműveletben, és a menekültkérdésben, Philip Hammond, a külügyekért és a Nemzetközösség ügyeiért felelős miniszter azt mondta, az incidens valószínűleg súlyos volt, de hozzátette, hogy Törökország az Egyesült királyság és az Európai Unió fontos szövetségese.[133][134]
- Franciaország: François Hollande elnök „súlyosnak” nevezte a repülőgép körüli incidenst, és hozzátette, Törökország információkkal szolgál a NATO-nak, hogy az ki tudja vizsgál ni a történteket. A feleket az eszkaláció elkerülésére szólította fel.[111]
- : Grúzia Tinatin Hidaseli védelmi miniszter azt nyilatkozta, Törökországnak minden joga meg van arra, hogy megvédje a légterét Oroszországgal szemben. Azt mondta, Oroszország az elmúlt hónapokban felhatalmazás nélkül többször is megszegte több NATO és EU-tagország légterét, mindezt a többször megismételt figyelmeztetések ellenére. Hozzátette, hogy a mai világ egyik fontos játékosa és tiszteletben tartott partnere Törökország.[135]
- : Nikos Kotzias görög külügyminiszter Szergej Lavrov orosz kollégájával folytatott telefonbeszélgetésben szolidaritását fejezte ki Oroszország iránt.[136] A Népi Egység vezetőjének, Panagiotis Lafazanisnak a rendőrség megtiltotta, hogy közvetlenül elmondhassa Erdoğannak, hogy a nemzetközi közösséget felzaklatták a történtek.[137] A Syntagma-térem a tüntetők amerikai és török zászlókat égettek, miközben a török nagykövetség felé vonultak. Azt skandálták, hogy Törökország szinte naponta sérti meg Görögország légterét.[138][139]
- Irak: Nouri al-Maliki alelnök képmutatással vádolta Törökországot, és azt mondta, „Törökország repülőgépei naponta sértik meg Szíria és Irak légterét.”[140]
- Irán: Hasszán Rohani elnök azt mondta, Oroszországnak és Törökországnak ki kéne vizsgálnia a körülményeket, és mindent meg kellene tenni, hogy ez a jövőben még egyszer ne történhessék meg.[141] Mohammad Javad Zarif, Irán külügyminisztere azt mondta, a Moszkva és Ankara között a repülőgép lelövése miatt kialakult nézeteltérést kölcsönös körültekintéssel és belátással kell kezelni.[142] Yahya Rahim Safavi az Iráni Vezető tanácsadója, a forradalmi gárda egykori tagja szerint Törökország „taktikai hibát vétett”.[143]
- Izrael: Moshe Ya'alon védelmi miniszter azt mondta, Oroszország előre figyelmezteti Izraelt, mikor a szír-izraeli határ közelében tervez beavatkozást. Hozzátette, hogy egy alkalommal megsértették ezek a gépek Izrael légterét, de közvetlen kommunikációval az ügyet gyorsan sikerült rendezni.[144]
- Kazahsztán: Kazahsztán külügyminisztere sürgette, hogy mindkét ország mutasson megértést.[145] Nazarbajev elnök azt mondta, a gép a terroristák elleni harc résztvevője volt.[146]
- Lettország: Raimonds Bergmanis védelmi miniszter azt nyilatkozta a LNT-nek, hogy a NATO-szövetségesek összefognak Törökországgal, akinek joga van megvédenie saját légterét. Hozzátette, hogy sok bizonyíték utal arra, hogy az orosz katonai repülőgép megsértette Törökország légterét.[147]
- Litvánia: Linas Linkevicius külügyminiszter Törökország abbeli joga mellett állt ki, hogy megvédhesse saját magát.[148]
- Németország: Angela Merkel kancellár azt mondta, minden országot megillet a saját légtér védelmének a joga, de erre az eseményre egy feszült pillanatban került sor. Elmondta, ő már beszélt a török miniszterelnökkel, ahol megpróbálta megnyugtatni.[149] Sigmar Gabriel kancellárhelyettes azt mondta, Törökország lépésére nem lehetett számítani.[150] Frank-Walter Steinmeier külügyminiszter az incidensre adott válaszul „átláthatóságot és a józan észt” hangsúlyozta, és hozzátette, hogy a bécsi szíriai béketárgyalásoknak továbbra is folytatódniuk kell.[151]
- Örményország: Seyran Ohanian védelmi miniszter azt mondta, ez a terrorizmus elleni harc iránti felhívás volt.[152]
- Pakisztán: Pár nappal később Pakisztán Külügyi Osztálya sajnálatát fejezte ki a Törökország és Oroszország között folyó ellentét miatt, amit a két országnak tárgyalásos úton kellene rendeznie.[153]
- Szerbia: Tomislav Nikolić elnök azt mondta, az incidens Törökország hibája volt, és Törökország gyakran megsérti a görög és a szír légteret.[154]
- Ukrajna: Olekszandr Turcsinov, az Ukrán Nemzetbiztonsági és Védelmi Tanács (RNBOU) titkára, hogy a Török Légierő professzionálisan dolgozott, úgy, ahogy minden civilizált ország haderejének működnie kéne, mikor egy másik ország hadi repülője megsérti a légterét. Hozzátette, hogy ha Oroszország Ukrajna légterét sértené meg, akkor ők is lelőnék az adott gépeket.[155][156]
- USA: Barack Obama elnök egy telefonbeszélgetésben biztosította török társát, hogy támogatják az országa azon jogát, hogy megvédje szuverenitását, és fontos kideríteni, hogy mi történt, hogy megakadályozhassák az események eszkalálódását.[90] A Külügyminisztérium szóvivője, Mark Toner azt mondta, hogy a megtámadott turkmánoknak joguk van saját maguk védelméhez.[157] Az USA egy új listát tett közzé azon orosz és szír magánszemélyekről és vállalatokról, melyekkel szemben gazdasági embargót hirdetett.[158]

### Pénzügyi piacok
A hír hatására esni kezdett a MICEX és az RTS-index míg az isztambuli Borsa Istanbul több mint 1%-ot gyengült. Eközben a török líra is veszített értékéből. Ugyanez történt a többi európai részvénypiacon is.